# Iodictyum blandum
Iodictyum blandum är en mossdjursart som beskrevs av Gordon och Jean-Loup d'Hondt 1997. Iodictyum blandum ingår i släktet Iodictyum och familjen Phidoloporidae. Inga underarter finns listade i Catalogue of Life.